# 伊東きよ子
伊東 きよ子（いとう きよこ、1947年1月24日 - ）は、日本の歌手。北海道札幌市出身。1967年の『花と小父さん』のヒットで知られる。

## 来歴
1964年、青山学院高等部を卒業後、宝塚音楽学校へ入学。
東宝のインターナショナル・ダンシング・チームのオーディションに合格し、6月にはミュージカル『ノー・ストリングス』にダンサーとして出演するがアキレス腱炎のため踊りを断念。宝塚音楽学校を退学する。
当時日本の若者の間で流行していたフォーク・ソングに注目、歌手への転身を決め、1965年12月19日に日本劇場で開催された『第一回フォークソングフェスティバル』で歌手としての初舞台を踏んだ。
翌1966年5月に来日したアメリカの人気グループ、ニュー・クリスティー・ミンストレルズのオーディションに合格、正式メンバーとなる。そのまま渡米し、ビザが切れる10月までグループに在籍。同時期にキム・カーンズ、ケニー・ロジャースも在籍しており、1966年のシングル、「Beautiful, Beautiful World / A Corner In The Sun」では、伊東とカーンズがツイン・ボーカルをつとめた。なお、1966年10月1日に日本で発売されたニュー・クリスティ・ミンストレルズのシングル、「歌は流れにのって The Music Of The World A Turnin'／太陽がほしいんだ If I Could Start My Life Again」（日本コロムビア LL-973-C）のジャケットに伊東が在籍時のメンバー写真が使用されているが、解説に記載の録音データによれば音源は在籍時のものではない。
帰国後は渡辺プロと契約。1967年6月に日本コロムビアのCBSレーベルより浜口庫之助作の「花と小父さん」でデビュー。ヒット曲となった。
翌年（1968年）の10月にレコード会社をCBS・ソニーレコード（現：ソニー・ミュージックエンタテインメント(SMEJ)） に移籍し、1970年代前半まで歌手として活動した。
CBS・ソニーからの2枚目のシングルは当初「あなたと暮したい」（表記ママ）、「歌は残ってる」（2曲とも作詞作曲・荒木一郎、編曲・クニ河内）が予定され、1969年2月21日発売の告知が新譜案内等に掲載されたが、直前に中止となった。ジャケットつきの見本盤が存在する。型番はSONA-86023。1998年にCD『オルタナティヴ・フォーク・コレクションvol.2』に未発表曲として初収録。その後『シングル・コレクション』にも収録された。
「花と小父さん」のB面「愛のかけら」は伊東の自作曲であり、アルバム『きよ子と愛とメルヘンと』、『23時の女 -ラブ・イン-』 でも自ら作詞・作曲を手掛けた作品があり、ソングライターとしての顔も持っていた。
現在は引退している。

## ディスコグラフィ

### シングル
| #              | 発売日         | A/B面          | タイトル               | 作詞           | 作曲             | 編曲           | 規格品番       |
| 日本コロムビア | 日本コロムビア | 日本コロムビア | 日本コロムビア         | 日本コロムビア | 日本コロムビア   | 日本コロムビア | 日本コロムビア |
| -------------- | -------------- | -------------- | ---------------------- | -------------- | ---------------- | -------------- | -------------- |
| 1              | 1967年 6月     | A面            | 花と小父さん           | 浜口庫之助     | 浜口庫之助       | 中村五郎       | LL-10030-JC    |
| 1              | 1967年 6月     | B面            | 愛のかけら             | 伊東きよ子     | 伊東きよ子       | 中村五郎       | LL-10030-JC    |
| 2              | 1967年 10月    | A面            | リンゴの花咲くころ     | 橋本淳         | すぎやまこういち | 森岡賢一郎     | LL-10041-JC    |
| 2              | 1967年 10月    | B面            | さよならが云えない     | 安井かずみ     | U.Napolitano     | 森岡賢一郎     | LL-10041-JC    |
| 3              | 1968年 4月     | A面            | 花のマドンナ           | 橋本淳         | 筒美京平         | 筒美京平       | LL-10052-JC    |
| 3              | 1968年 4月     | B面            | 廃虚のバラ             | 山上路夫       | V.Simpson        | 筒美京平       | LL-10052-JC    |
| CBS・ソニー    |                |                |                        |                |                  |                |                |
| 4              | 1968年 10月    | A面            | 見知らぬ世界           | 浜口庫之助     | 浜口庫之助       | クニ河内       | SONA-86009     |
| 4              | 1968年 10月    | B面            | 星からの便り           | 浜口庫之助     | 浜口庫之助       | クニ河内       | SONA-86009     |
| 5              | 1969年 6月     | A面            | 涙のびんづめ           | 寺山修司       | すぎやまこういち | クニ河内       | SONA-86038     |
| 5              | 1969年 6月     | B面            | パパとママになる日     | 山上路夫       | 村井邦彦         | クニ河内       | SONA-86038     |
| 6              | 1970年 2月     | A面            | さびしい時には家に来て | 安井かずみ     | 宮川泰           | 宮川泰         | SONA-86088     |
| 6              | 1970年 2月     | B面            | 5時から10時までの私    | 山上路夫       | 村井邦彦         | 馬飼野俊一     | SONA-86088     |
| 7              | 1970年 8月     | A面            | 特別な関係             | 小平なほみ     | クニ河内         | 小谷充         | SONA-86135     |
| 7              | 1970年 8月     | B面            | すずめ                 | 小平なほみ     | クニ河内         | 小谷充         | SONA-86135     |
| 8              | 1971年 5月     | A面            | 青いシャツ             | 山上路夫       | 渋谷毅           | 渋谷毅         | SONA-86181     |
| 8              | 1971年 5月     | B面            | 小犬と結婚なさい       | 山上路夫       | 渋谷毅           | 渋谷毅         | SONA-86181     |
| 9              | 1971年 12月    | A面            | 湖と砂丘のある町       | 山上路夫       | 平尾昌晃         | クニ河内       | SONA-86207     |
| 9              | 1971年 12月    | B面            | 悪女への出発           | 岩谷時子       | B.Sherrill       | 馬飼野康二     | SONA-86207     |
| 10             | 1972年 4月     | A面            | まもなく朝             | 千家和也       | 筒美京平         | 筒美京平       | SOLA-14        |
| 10             | 1972年 4月     | B面            | ひとりごと             | 千家和也       | 筒美京平         | 青木望         | SOLA-14        |

### コンパクト盤
- PEACE & LOVE 1972年/CBS・ソニーレコード SPEC 93609
A面にサイモン&ガーファンクルのカバー2曲。B面は石川鷹彦。非売品。

### アルバム
- 花のマドンナ/伊東きよ子とザ・ハプニングス・フォー 1968年8月/アポロン音楽工業 8AS-126, APY-138
8トラックカートリッジとカセットテープのみでの発売。レコード化はされなかった。「花と小父さん」「リンゴの花咲くころ」「花のマドンナ」の3曲はシングルと別テイク。
『オー・ガンソ』のタイトルでCD化：2000年12月5日/新星堂 SPW-100008
- きよ子と愛とメルヘンと 1969年/CBS・ソニーレコード SOND 66008
プロデュースは寺山修司。A-4「涙のびんづめ」の作詞も担当
CD化：1994年5月21日/ソニー・ミュージックレコーズ SRCL 2880
- 23時の女 -ラブ・イン- 1970年8月10日/ CBS・ソニーレコード SOND 66038
プロデュースは天井桟敷の萩原朔美。
CD化：2002年8月25日/SHOWBOAT SWAX-58
- ポール・サイモンを歌う! 1972年/CBS・ソニーレコード SOLJ 27
全曲カバー。英語詞。
- (CD) ゴールデン☆ベスト シングル・コレクション 2011年5月18日/ユニバーサル ミュージック UPCY6659
10枚のシングルAB面に1998年まで未発表だった荒木一郎作の2曲「あなたと暮らしたい」「歌は残ってる」（1969年録音）を加えた全22曲。

### オムニバス・アルバム
- (CD) オルタナティヴ・フォーク・コレクションvol.2 1998年5月21日/ソニー・ミュージックレコーズ SRCL4229（2曲収録「あなたと暮らしたい」,「歌は残ってる」）
- (CD) girlie cherie & sweet 1999年1月15日/ワーナーミュージック・ジャパン WPC7-8595（2曲収録「オーガンソ」,「花と小父さん」）
- (CD) 東京ボサノヴァ・ラウンジ 2002年6月21日/テイチクエンタテインメント TECN-25800（1曲収録「オーガンソ」）
- (CD) ソフトロック・ドライヴィン〜美しい誤解 2006年11月29日/ソニー・ミュージックダイレクト MHCL936（2曲収録「青いシャツ」,「小犬と結婚なさい」）
- (CD) 涙をこえて／翼をください NEW POPS IN NEMU 2024年1月25日/ソニー・ミュージック・レーベルズ DQCL-805〜6（1曲収録「あの時あなたに」ライブ）

### その他
- けんかのうた

1969年8月 - 9月に『みんなのうた』（NHK）で紹介。2011年からのみんなのうた発掘プロジェクトで視聴者より音声が提供され、ちょうど半世紀後の2019年8月 - 9月にラジオのみで再放送。
- 1967年、植木等主演の東宝映画『日本一の男の中の男』に出演した。